# Mestaruussarja 1977
La Mestaruussarja 1977 fu la sessantottesima edizione della massima serie del campionato finlandese di calcio, la quarantasettesima come Mestaruussarja. Il campionato, con il formato a girone unico e composto da dodici squadre, venne vinto dall'Haka.

## Squadre partecipanti
| Club         | Città       | Stagione 1976                       |
| ------------ | ----------- | ----------------------------------- |
| Haka         | Valkeakoski | 2º posto in Mestaruussarja          |
| HJK          | Helsinki    | 3º posto in Mestaruussarja          |
| Kiffen       | Helsinki    | 1º posto in I divisioona (come KIF) |
| KPV          | Kokkola     | 8º posto in Mestaruussarja          |
| KuPS         | Kuopio      | Campione di Finlandia               |
| MiPK         | Mikkeli     | 5º posto in Mestaruussarja          |
| MP           | Mikkeli     | 6º posto in Mestaruussarja          |
| OPS          | Oulu        | 9º posto in Mestaruussarja          |
| OTP          | Oulu        | 2º posto in I divisioona            |
| Reipas Lahti | Lahti       | 4º posto in Mestaruussarja          |
| TPS          | Turku       | 10º posto in Mestaruussarja         |
| VPS          | Vaasa       | 7º posto in Mestaruussarja          |

## Classifica finale
|  | Pos. | Squadra      | Pt | G  | V  | N | P  | GF | GS | DR  |
|  | ---- | ------------ | -- | -- | -- | - | -- | -- | -- | --- |
|  | 1.   | Haka         | 33 | 22 | 15 | 3 | 4  | 43 | 15 | +28 |
|  | 2.   | KuPS         | 26 | 22 | 12 | 2 | 8  | 40 | 35 | +5  |
|  | 3.   | TPS          | 25 | 22 | 10 | 5 | 7  | 43 | 25 | +18 |
|  | 4.   | OPS          | 24 | 22 | 9  | 6 | 7  | 27 | 24 | +3  |
|  | 5.   | Reipas Lahti | 23 | 22 | 8  | 7 | 7  | 27 | 22 | +5  |
|  | 6.   | KPV          | 23 | 22 | 10 | 3 | 9  | 32 | 28 | +4  |
|  | 7.   | HJK          | 23 | 22 | 9  | 5 | 8  | 27 | 25 | +2  |
|  | 8.   | Kiffen       | 22 | 22 | 8  | 6 | 8  | 37 | 29 | +8  |
|  | 9.   | MiPK         | 21 | 22 | 8  | 5 | 9  | 24 | 24 | 0   |
|  | 10.  | OTP          | 21 | 22 | 9  | 3 | 10 | 24 | 34 | -10 |
|  | 11.  | MP           | 15 | 22 | 6  | 3 | 13 | 22 | 40 | -18 |
|  | 12.  | VPS          | 8  | 22 | 2  | 4 | 16 | 18 | 63 | -45 |

Legenda:
      Campione di Finlandia e ammessa alla Coppa dei Campioni 1978-1979
      Ammessa in Coppa UEFA 1978-1979
      Retrocesse in I divisioona
Note:
Due punti a vittoria, uno a pareggio, zero a sconfitta.